# Fimbristylis caloptera
Fimbristylis caloptera là loài thực vật có hoa trong họ Cói. Loài này được Latz mô tả khoa học đầu tiên năm 1990.